# Matías Pereira
Matías Pereira, vollständiger Name Matías Enrique Pereira Ferreira, (* 31. Oktober 1992 in Montevideo) ist ein uruguayischer Fußballspieler.

## Karriere
Der 1,85 Meter große Torhüter Pereira steht seit der Saison 2016 im Profikader des Zweitligisten Canadian Soccer Club. Dort debütierte er unter Trainer Matías Rosa am 10. September 2016 bei der 1:2-Auswärtsniederlage gegen den Club Atlético Rentistas mit einem Startelfeinsatz in der Segunda División. In der Saison 2016 bestritt er sechs Zweitligaspiele. Nach dieser Spielzeit verließ er den Klub und schloss sich spätestens im April 2017 Bella Vista an.